# Pérignat-lès-Sarliève
 Pérignat-lès-Sarliève  es una población y comuna francesa, situada en la región de Auvernia, departamento de Puy-de-Dôme, en el distrito de Clermont-Ferrand y cantón de Aubière.

## Demografía
| 590 | 789 | 1277 | 1445 | 1716 | 2221 |
| Para los censos de 1962 a 1999 la población legal corresponde a la población sin duplicidades (Fuente: INSEE [Consultar]) |     |      |      |      |      |